# Sila (bergskedja)

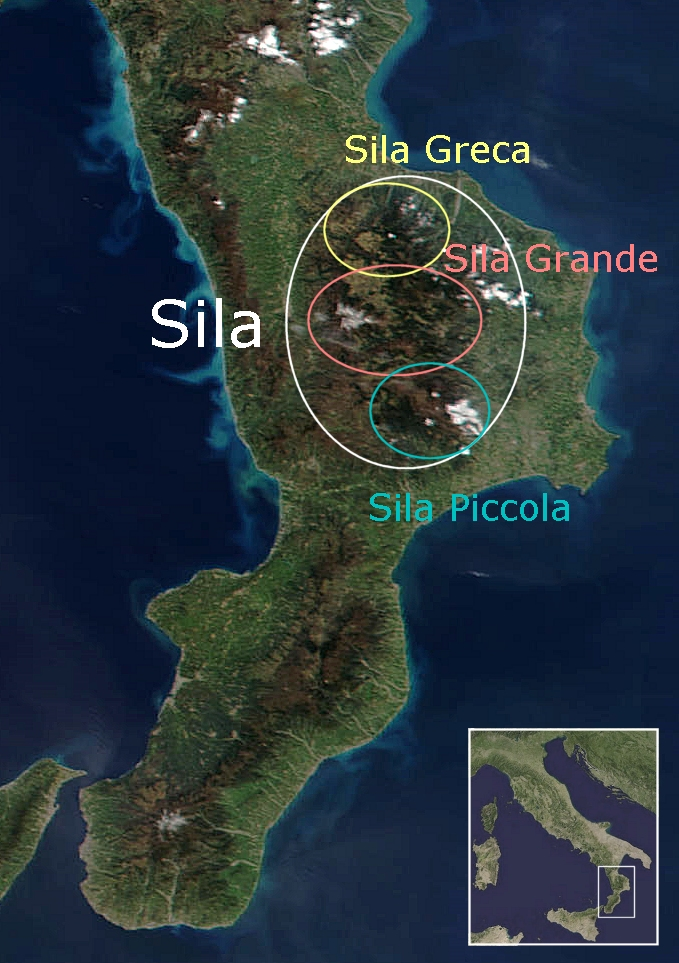
Fotspetsen på den italienska stöveln med Silabergen.

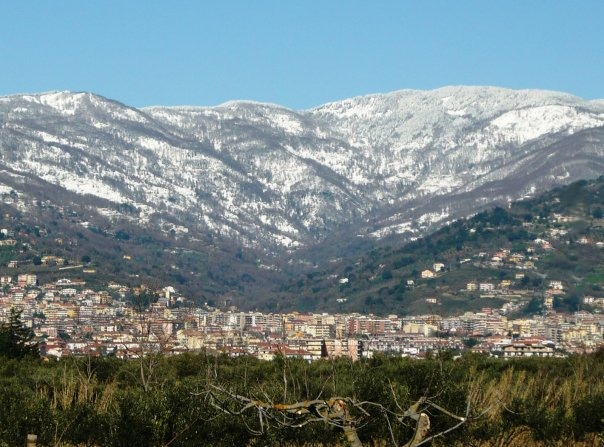
Monte Reventino är den västra förlängningen av La Sila. Staden Lamezia Terme i förgrunden.

Sila (italienska: La Sila) är en fjällplatå och en historisk region i Kalabrien i södra Italien. Den ligger provinserna Crotone, Cosenza och Catanzaro. Bergskedjan delas in (från nord till syd) i Sila Greca, Sila Grande och Sila Piccola. De högsta topparna är Botte Donato (1 928 meter) i Sila Grande och Monte Gariglione (1 764 meter) i Sila Piccola.
Silabergen är en del av nationalparken Parco Nazionale della Sila, som bildades 2002.

## Historia
De första kända bosättarna på Silaplatån var folket som utgjorde Brutium, en gammal stam av herdar och bönder. Efter ödeläggelsen av Sybaris 510 f.Kr. fick Rom mer inflytande över Kalabrien, inklusive Sila. Senare ockuperades området av östgoter, bysantiner och från 1000-talet italo-normander. De sistnämnda anlade flera kloster i området, som Matina i San Marco Argentano, Sambucina i Luzzi och Abbazia Florense i San Giovanni in Fiore, grundat av Joakim av Floris.
1448–1535 slog sig emigranter från Albanien ned i området mot Joniska havet och bildade samhället som skulle komma att kallas Sila Greca (’Grekiska Sila’). I dag finns det 30 kommuner i Sila där det albanska språket har bevarats.
Efter att området blivit en del av Italien på 1800-talet blev Sila en bas för rövare. Om vintern var området mycket isolerat och nya vägar byggdes för att förbättra detta, däribland vägen Paola–Cosenza–Crotone och bergsjärnvägar som Cosenza–Camigliatello, Silano–San Giovanni in Fiore och Paola–Cosenza.
I dag finns en ökande grad av turism i området.